# Karanja (Schiff, 1948)
Die Karanja war ein 1948 in Dienst gestelltes Passagierschiff der British India Steam Navigation Company, das bis 1976 für den Liniendienst nach Südafrika und Indien im Einsatz stand. Anschließend stand es als Nancowry unter indischer Flagge. 1988 erfolgte der Abbruch des Schiffs in Bombay.

## Geschichte
Die Karanja entstand unter der Baunummer 616 in der Werft von Alexander Stephen & Sons in Glasgow und lief am 10. März 1948 vom Stapel. Nach der Übergabe an die British India Navigation Company am 1. Oktober 1948 nahm das Schiff am 16. Oktober 1948 den Liniendienst nach Durban und Bombay auf. Es ergänzte hierbei sein im Vorjahr in Dienst gestelltes Schwesterschiff Kampala. Die Karanja war wie auch ihr Schwesterschiff ein modernisierter Vorkriegsentwurf. Bereits 1930 wurde eine Karanja von der British India Steam Navigation Company in Dienst gestellt, die jedoch im Zweiten Weltkrieg verloren ging.
1955 sowie 1969 bis 1970 erhielt die Karanja eine Modernisierung ihrer Passagierbereiche. Ab 1971 wurde das Schiff von der Peninsular and Oriental Steam Navigation Company weiter bereedert, während sein älteres Schwesterschiff zum Abbruch ging. Am 9. Juni 1976 beendete es seine letzte Überfahrt nach Indien und war anschließend in Bombay aufgelegt.
Im August 1976 ging das Schiff als Nancowry an die Shipping Corporation of India und stand fortan für weitere zwölf Jahre an der indischen Küste im Liniendienst. 1988 wurde die 40 Jahre alte Nancowry schließlich ausgemustert und im Dezember 1988 in Bombay abgewrackt.